# Jardín islámico

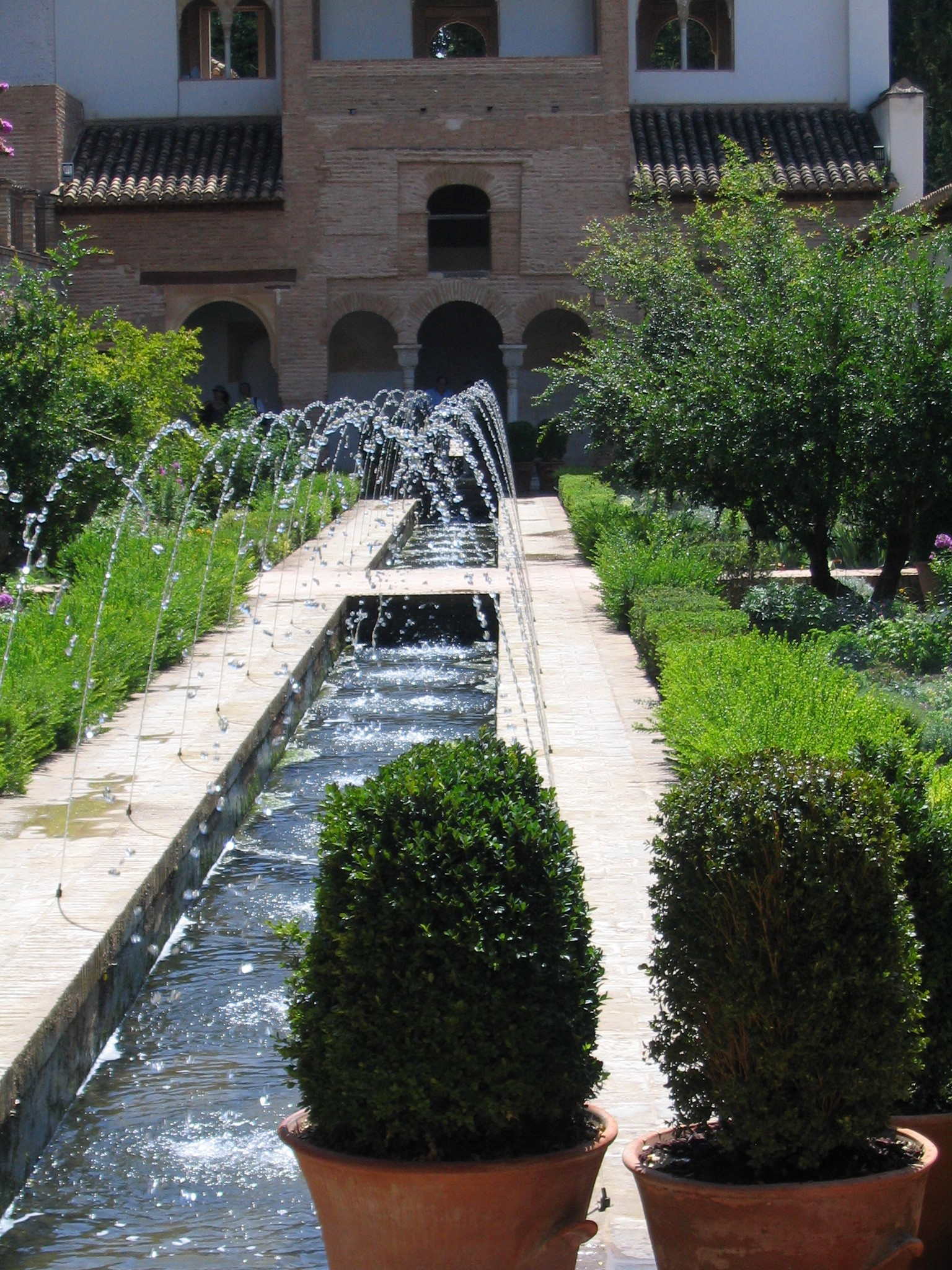
Estanques Palacio del Generalife, la Alhambra en Granada, España.

El jardín islámico es un tipo de jardín que se ha desarrollado en el Cercano y Medio Oriente y en los territorios ocupados por los árabes en la cuenca mediterránea.
Parte intrínseca de la cultura islámica, el jardín ha estado bien representado en la pintura y en las miniaturas. El jardín islámico llama a todos los sentidos, el moteado de la cerámica, el perfume de las flores, el murmullo del viento y el agua, los cantos de los pájaros, ofrece al espectador una visión del jardín celestial del que hablaba Mahoma.

## Diseño arquitectónico

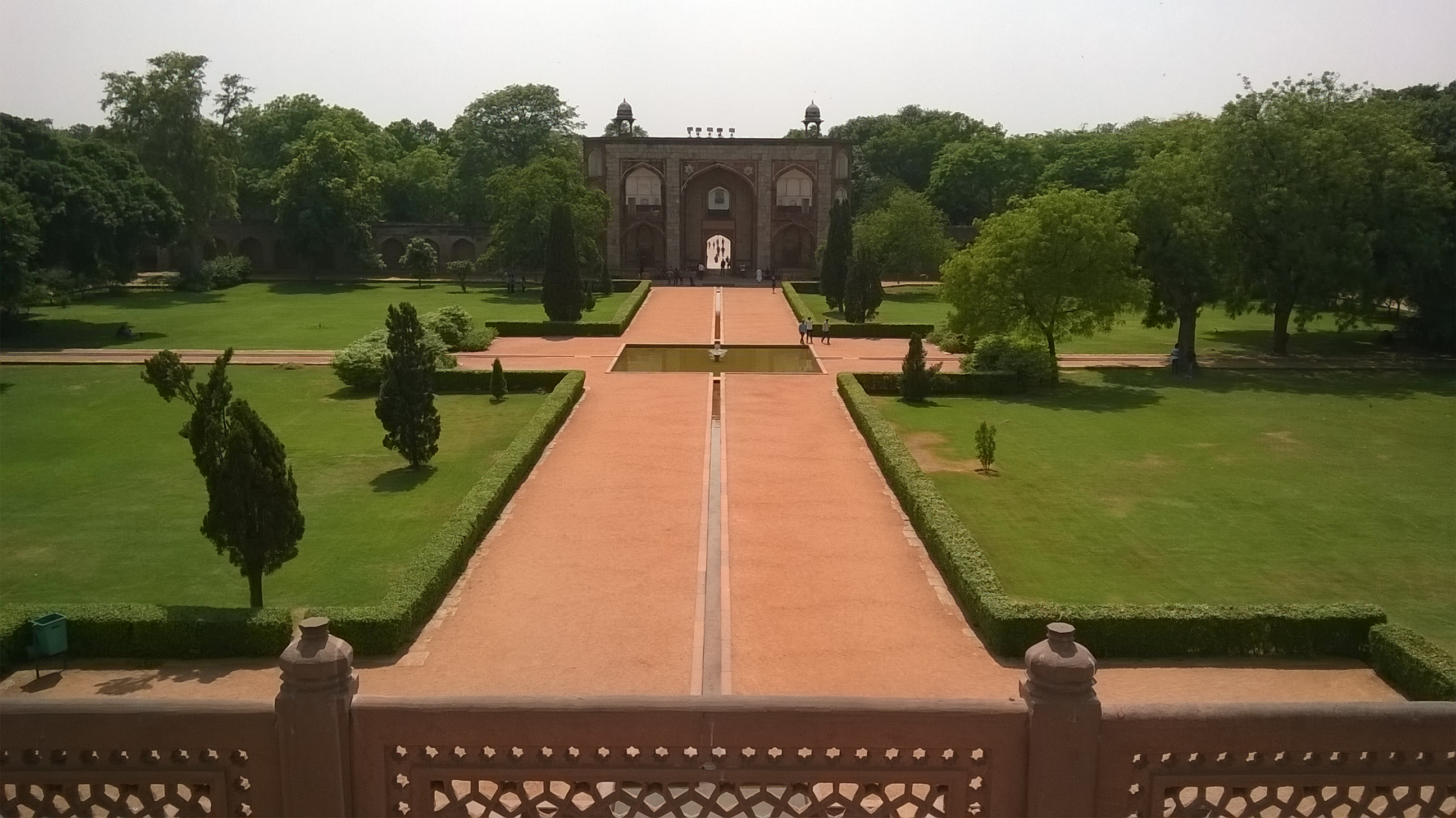
La tumba de Humayun (1565) en Delhi, India, muestra un diseño dividido en cuatro cuadrantes.

Tras las invasiones árabes del siglo VII comenzó a expandirse el diseño tradicional de los jardines persas en muchos jardines islámicos. Los jardines persas estaban rodeados de muros y la palabra persa para un recinto cerrado es pairi-daeza, llevando al jardín paraíso. Las influencias helenísticas también aparecen en su diseño, tal y como se aprecia en Occidente con el uso de líneas rectas en algunos planos de jardines que también mezclan fuentes y ornamentaciones florales de influencia sasánida.
Uno de los diseños de jardines más reconocible es conocido como chahar bagh, que consiste en cuatro cuadrantes divididos por acequias de agua o senderos que albergaron muchas formas. Una de estas variaciones incluía cuadrantes a un nivel inferior con árboles, quedando a la altura de los paseantes; mientras que otra alternativa era un patio en la intersección central con albercas construidas, o bien en el patio, o bien alrededor del mismo. Mientras que los jardines de tipo chahar bagh son los más identificables, en realidad fueron escasos, debido probablemente a su elevado costo o a su nexo con las clases altas, quienes tenían la capacidad de asegurar su mantenimiento. Algunos ejemplos relevantes de chahar bagh incluyen el antiguo palacio Bulkawara en Samarra, Irak, y los jardines de Medina Azahara en las afueras de Córdoba, España.
Una interpretación del diseño de chahar bagh sería una metáfora de la rueda del tiempo que desafía el tiempo y el cambio. Esta idea del tiempo cíclico ubica al ser humano en el centro de esta rueda o espacio y refuerza esta renovación perpetua y la idea de que el jardín representa la antítesis del deterioro. Los jardines cerrados crean un espacio que es permanente, un espacio donde el tiempo no deja perecer a los elementos entre sus murallas, representa un dominio utópico. En el centro de este tiempo cíclico estaría el ser humano que, tras ser liberado, finalmente alcanza la eternidad.
Aunque la ubicación más recurrente de estos jardines son los palacios, también se han encontrado en otros lugares, como la Gran Mezquita de Córdoba que contenía numerosos árboles frutales en su patio formando una hilera. Este jardín era regado por un acueducto cercano y proveía de sombra y frutas al gestor de la mezquita. Otro tipo de diseños eran los jardines aterrazados, donde el agua fluía desde su eje central, creando un sonido tenue y un efecto de movimiento con cada escalón que también podría ser usado como chorro de agua, por ejemplo los Jardines de Babur o Medina Azahara.

## El jardín en niveles

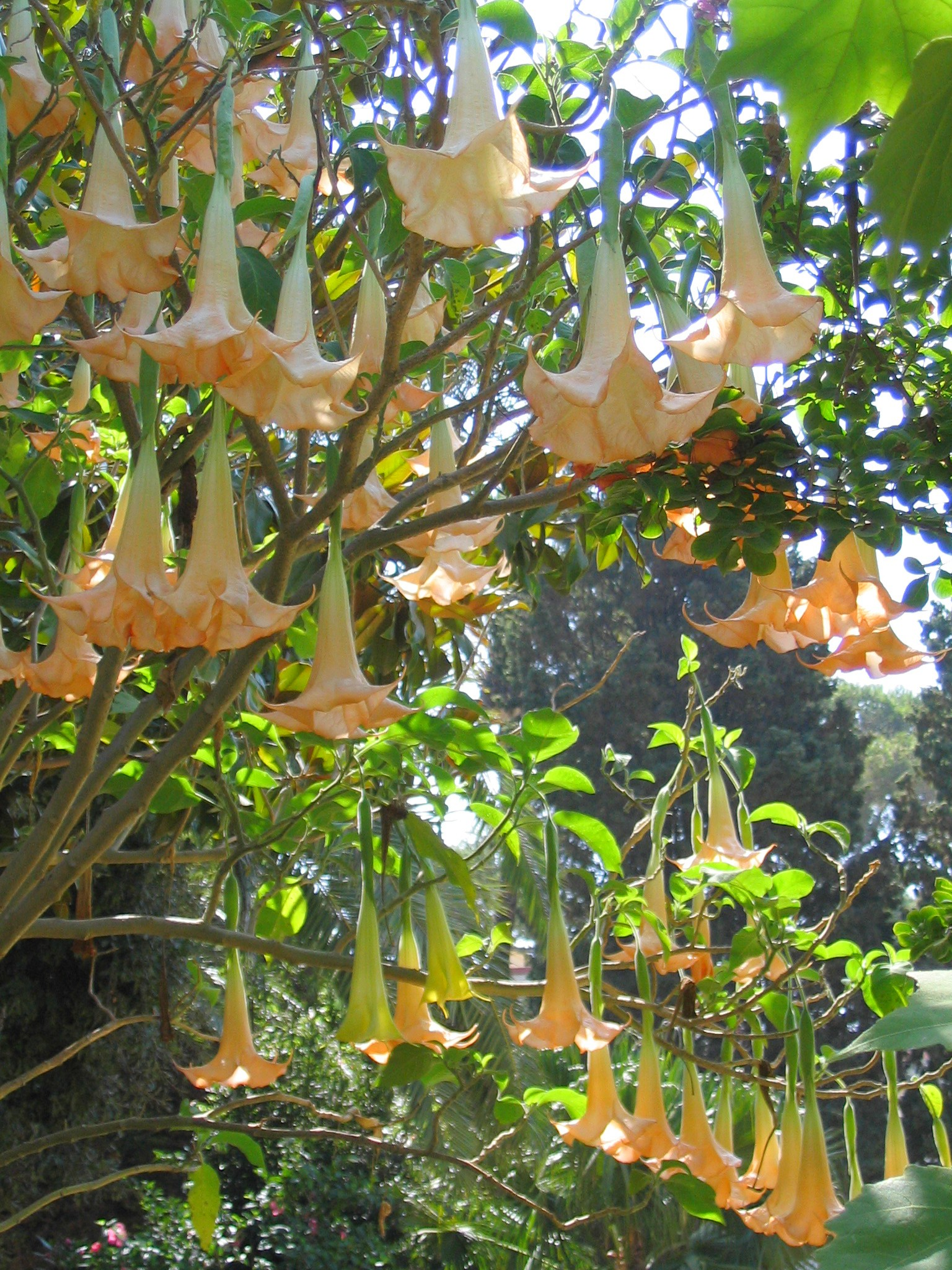
Cálices en caída de flores de daturas. Málaga, España, jardín de la Catedral de la Anunciación.

Los jardines del Islam han tenido que adaptarse a difíciles condiciones climáticas para crear espacios naturales embellecidos con las plantas del Sur. Los espacios abiertos son poco comunes, al igual que los caminos descubiertos, muy expuestos. La escasez de agua y la permanente insolación llevó a un tipo particular de desarrollo de los jardines inspirado en los oasis: el jardín a diferentes niveles.
- El nivel de la sombra: una plantación de árboles ofrece protección contra el sol. A menudo son palmeras, cipreses y cedros, que combinan un porte elevado y una sombra permanente.
- El nivel de las plantas con flores: este piso intermedio está dedicado a los arbustos de flor: daturas, cuyas pesadas flores de cálices colgantes aparecen en los grabados, adelfas, hibiscos, jazmínes, rosas, madreselva, limoneros o naranjos. Los arbustos son elegidos por su exuberante floración y por su fragancia, que atrae a los pájaros y las mariposas.Arcada equipada con una Mashrabiya, Alhambra de Granada, España.

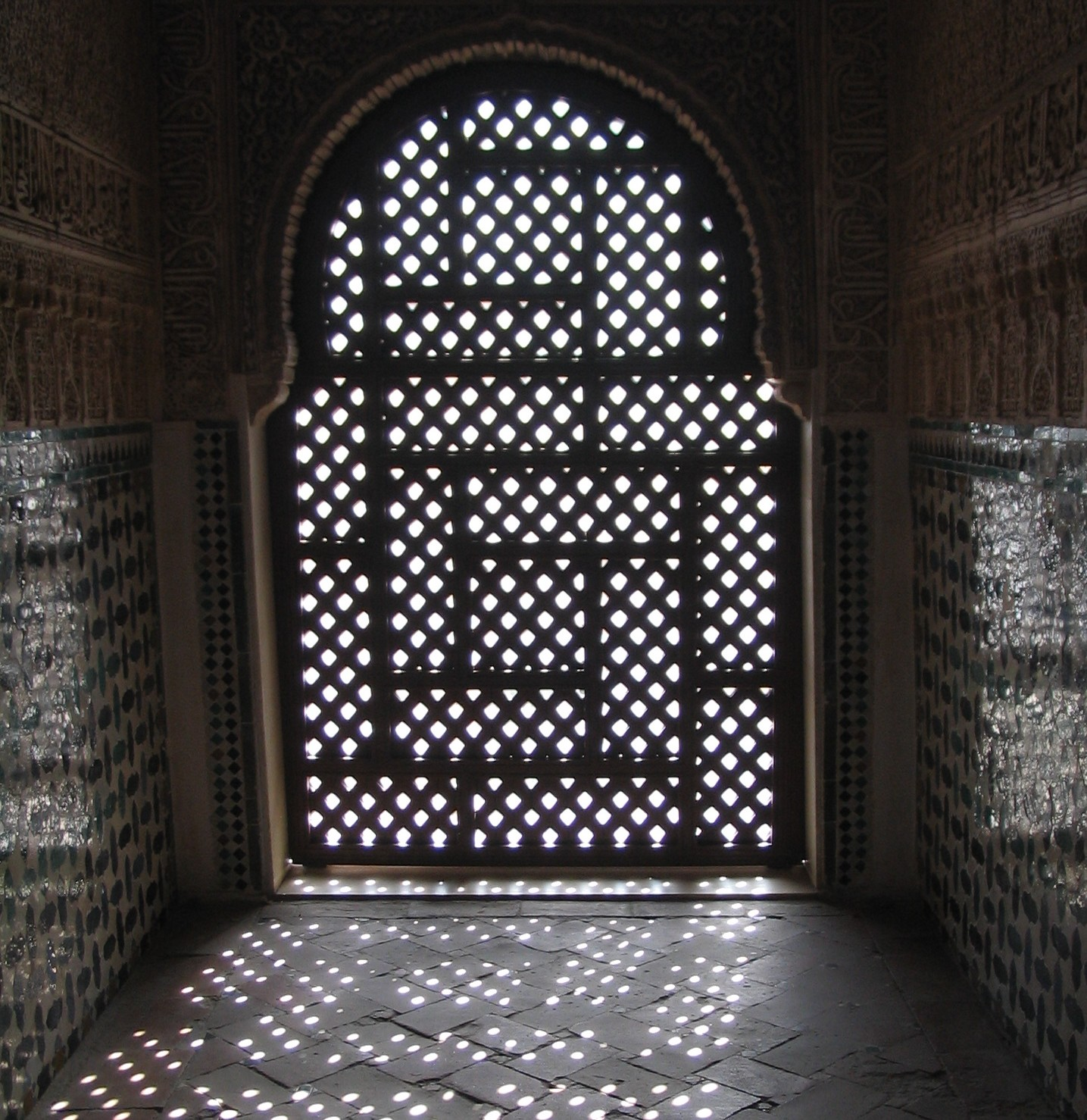
Arcada equipada con una Mashrabiya, Alhambra de Granada, España.

- El nivel del agua: un nivel más abajo está ocupado por las fuentes y los canales que distribuyen el agua, ahorrándola y reciclándola. Los setos de boj se utilizan por su sencillez y durabilidad excepcionales. Los pavimentos están diseñados para aprovechar los rayos de luz que atraviesan el follaje. Se hace hincapié en la variedad de materiales y texturas, cerámica vidriada y mármol se combinan con el ladrillo y la piedra.

Para protegerlo de los efectos desecantes del viento, el jardín está rodeado por un muro. Así, puede tener la apariencia de un patio plantado en el corazón de un palacio o de un edificio.

Cuando se tiene una perspectiva en el paisaje, el jardín acaba en un muro de arcos que controlan el paso del viento. Los arcos son parcialmente oscurecidas por mashrabiyas, paredes perforadas que aceleran el viento, concentrándolo en un estanque o en un gran plato lleno de agua, lo que contribuye a enfriar la atmósfera.

En todos los casos, el jardín se adapta a los desniveles del terreno para producir áreas sombreadas y recintos protegidos. Las terrazas se suceden y permiten un recorrido natural de agua.

## Elementos

### Agua
El islam emergió en el desierto, por lo que en el Corán, los ríos forman parte indiscutible del paraíso y abundan las referencias a la lluvia y a las fuentes. El agua es la materia prima del mundo islámico, tal y como se describe en el Corán 31:30: «Dios prefiere el agua sobre cualquier otra cosa creada y la convirtió en la base de la creación, como Él dijo: “Hicimos cada ser viviente de agua”». Examinando estas reflexiones sobre el agua, los musulmanes integraron este elemento en el jardín islámico.

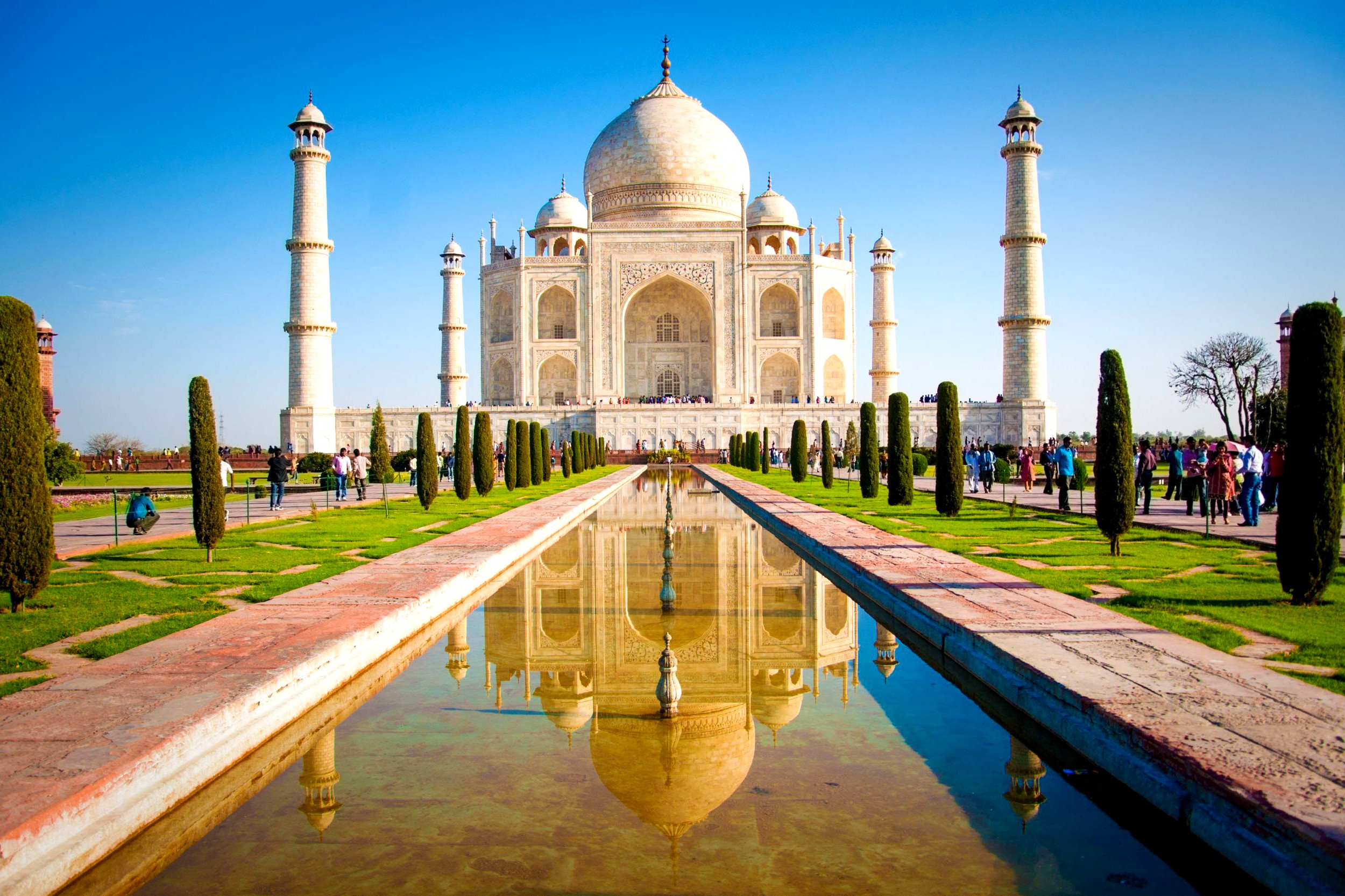
Canal de agua frente al Taj Mahal (1632).

Las piscinas reflectantes estaban ubicadas estrategicamente para reflejar la silueta de los edificios, interconectando las estancias interiores y exteriores. Este reflejo creaba una ilusión que amplificaba la estructura y doblaba el efecto de solemnidad y formalidad. Las ondas creadas por el agua de los chorros y el destello de los rayos solares aumentaban aún más este reflejo. Debido a la conexión directa que existía entre el agua y el paraíso, sus efectos ilusorios contribuían a crear una experiencia espiritual con el visitante. Otro uso del agua era proveer de movimiento cinético y sonido en la quietud de un jardín amurallado, avivando la atmósfera impuesta. Se empiezan a utilizar fuentes, denominadas fuentes salsabil o «fuente del paraíso» en árabe, en los palacios y residencias medievales islámicas. A diferencia de las piscinas que manifiestan tranquilidad, esta estructuras demuestran el movimiento del agua.

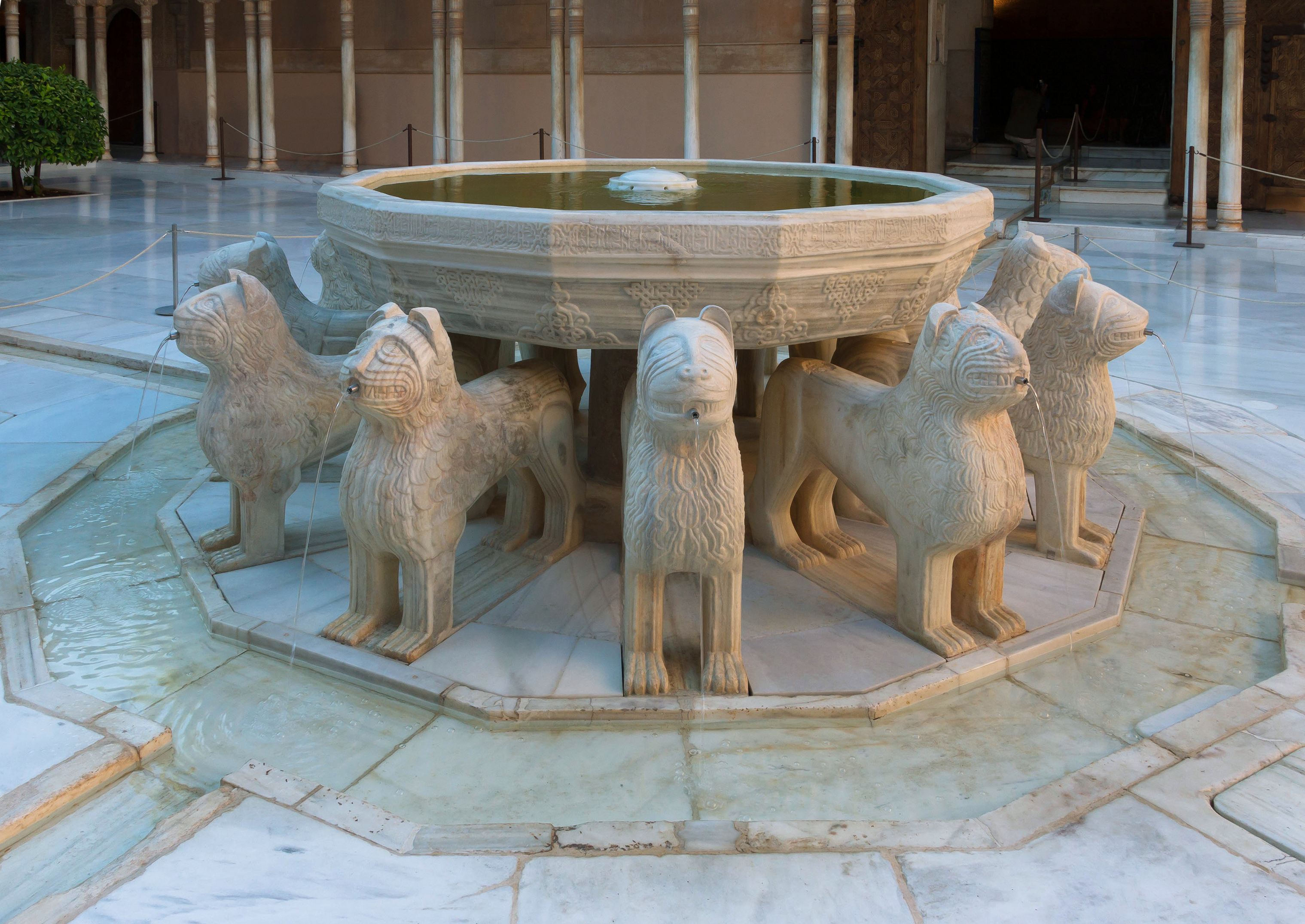
El patio de los Leones de la Alhambra de Granada alberga una fuente con leones que manan agua.

En la Alhambra, alrededor del borde de la pila de la Fuente de los Leones, existen inscripciones que admiran la virtud del agua: Plata fundida corre entre las perlas, a las que semeja en belleza alba y pura. En apariencia, agua y mármol parecen confundirse, sin que sepamos cuál de ambos de desliza. ¿No ves cómo el agua se derrama en la taza, pero sus caños la esconde enseguida?
La escasez de agua en los países del Sur la convierten en un activo muy valioso que debe recolectarse, almacenarse y distribuirse de la manera más eficaz y más barata. Los qanat y las norias se perfeccionaron y fueron muy difundidas. Testigo de los conocimientos hidráulicos de los árabes es la misma gota de agua que serpentea a través de las impresionantes rampas de agua del palacio del Generalife en Granada, que fluye hacia las fuentes, se desliza por los canales y riega las huertas de un nivel más abajo.
El poder de refrescamiento del agua se utiliza en una sucesión de efectos a distintos niveles que envuelven al caminante: a nivel de los ojos, son los chorros de las fuentes; a nivel de las manos, las rampas de agua; a nivel de los pies, las acequias y estanques que se insertan en el pavimento y que cruzamos casi sin darnos cuenta.
Las norias, de tracción animal o humana, traen el agua a los estanques (aljibes). En la Alhambra, un acueducto de 10 kilómetros trae el agua a las cisternas superiores desde un represa en la cercana Sierra Nevada. Las acequias que atraviesan el pavimento unen los estanques en un complejo flujo por gravedad. Al igual que en los oasis, las acequias riegan las plantas de una manera totalmente controlada. Los parterres están divididos por muros de contención, atravesados por pequeños tubos de barro cocido. Bloqueados sucesivamente por una simple piedra, permiten el riego a cada nivel del jardín. Este papel funcional se combina con los valores simbólicos y religiosos: el Corán, en efecto, impone ciertas abluciones antes de la oración. La limpieza del cuerpo se expresa por la abundancia y la sofisticación de los baños y sus anexos.
El agua es finalmente un elemento estético importante, cuyos reflejos son repetidos y multiplicados por las cerámica, entre ellas las famosas cerámicas de brillo metálico, transmitidas a los árabes por los bizantinos. El murmullo de los regatos trae la calma y la serenidad y se combina con el canto de los pájaros atraídos por las flores. 

### Plantas sensoriales

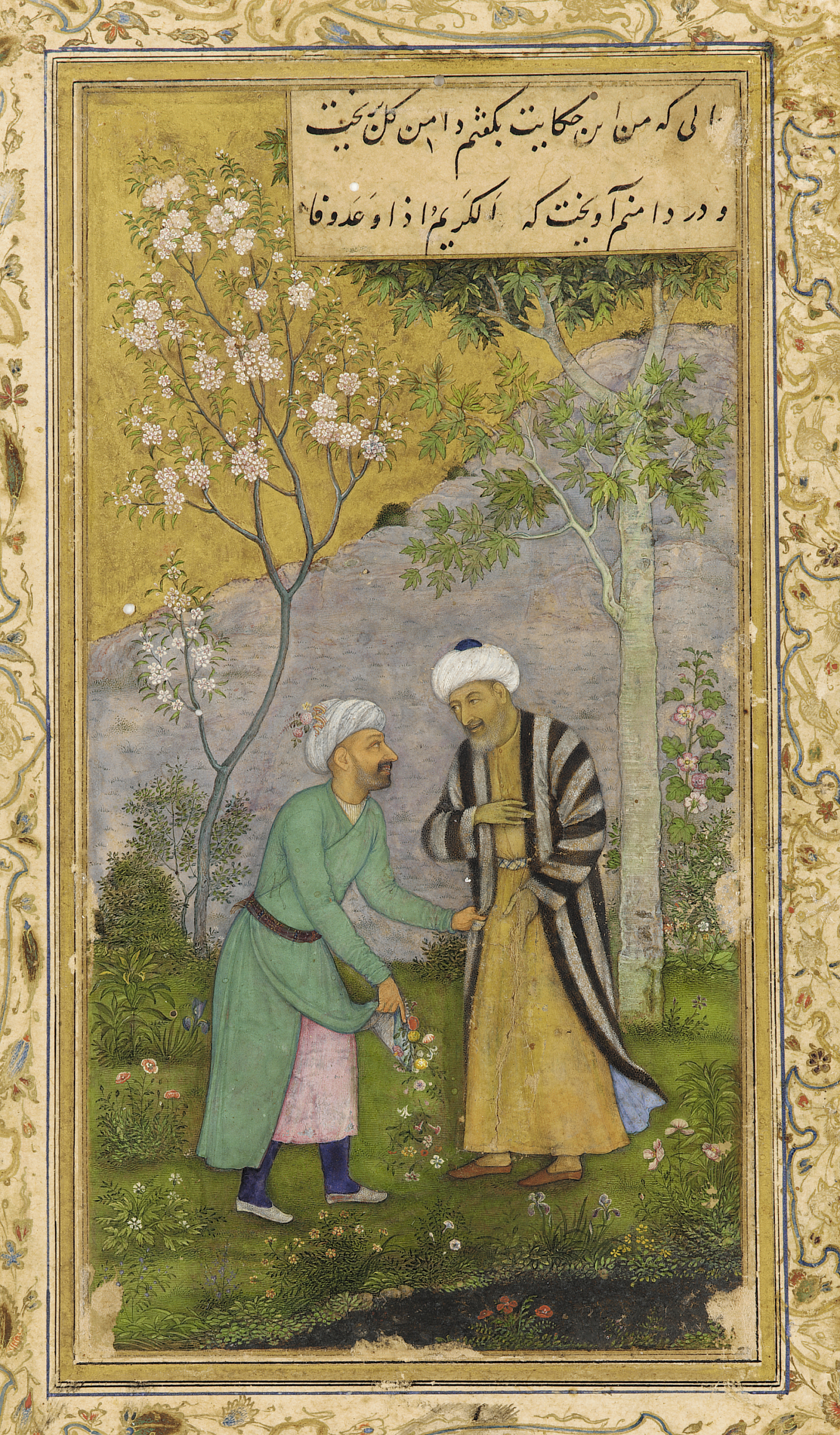
Gulistán (1258) es un manuscrito clásico persa donde se muestra el crecimiento de una flor en un jardín.

La irrigación y un suelo fértil fueron elementos esenciales para una variedad botánica imposible en un clima árido. Muchos de los jardines actuales no albergan la misma vegetación que en su creación debido a la ausencia de precisión botánica en las fuentes escritas. Los textos históricos tienden a enfocarse en la experiencia sensorial, más que en los detalles de la agricultura. Sin embargo, existen registros de varios árboles frutales y flores que contribuían al aspecto aromático del jardín, tales como cerezos, melocotoneros, almendros, jazmines, rosas, narcisos, violetas y lirios. Según la literatura médico-botánica, muchas plantas del jardín islámico producen aromas terapéuticos y eróticos.
El científico musulmán al-Ghazzi, que creía en los poderes sanadores de la naturaleza, experimentó con planes medicionales y escribió extensamente en plantas aromáticas. Un retiro ajardinado era a menudo una prescripción «real» para el tratamiento de cefaleas y fiebres. Al paciente se le prescribía «permanecer en zonas frescas, rodeadas de plantas que den frescor como el sándalo y alcanforero».
La medicina unani explica el papel del aroma como una inyección de ánimo, describiéndolo como «el alimento del espíritu». Los aromas incrementan la percepción personal, aumentan los recuerdos y hacen que la visita al jardín sea más personal e íntima. La literatura médico-botánica islámica sugiere la naturaleza erótica de algunas plantas aromáticas, mientras que los poetas medievales musulmanes apuntan al papel de los aromas en juegos eróticos.

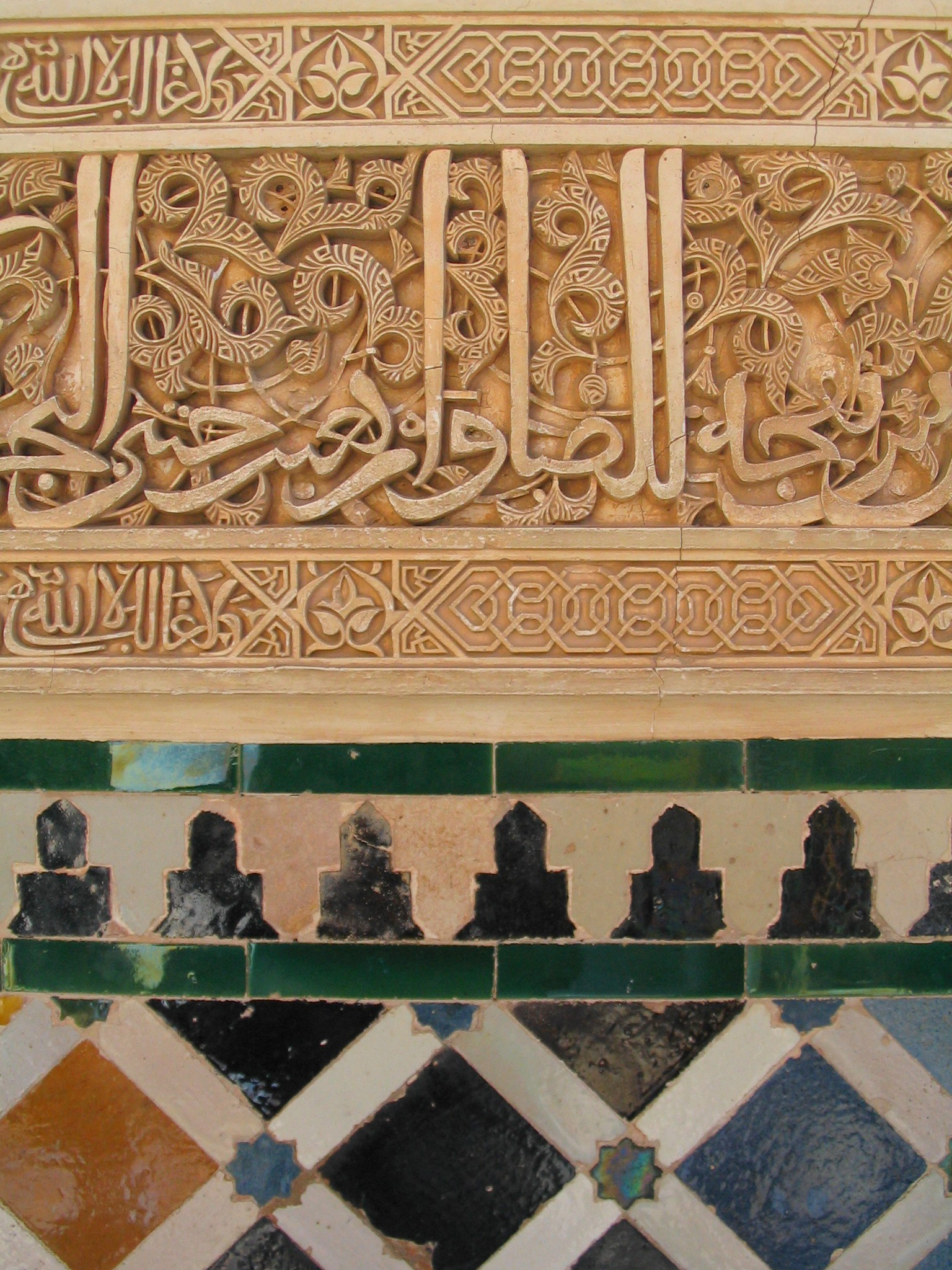
Superposiciones de alicatados y de estucos con inscripciones; la Alhambra de Granada, España.

La realeza también buscaban plantas exóticas como símbolo de estatus social, para significar el poder y la riqueza del país. Ejemplos de algunas plantas exóticas se han encontrado en jardines reales como granadas, higos de Dunaqal, variedades de peras, plátanos, cañas de azúcar y manzanas de sabor inusual. En el siglo X, los jardines reales de los Omeya en Córdoba estaban a la vanguardia de los jardines botánicos, experimentando con semillas, esquejes y raíces traídas de las zonas más lejanas del mundo conocido.

### Caminos de sombra
Cada espacio, estanque de agua o parterre siempre está acompañado por un camino de sombra. Permite tanto al paseante admirar el jardín como protegerse del sol. Sombras naturales o sombras conseguidas mediante galerías, la orientación y el emplazamiento de la circulación de las personas por el jardín son objeto de una atención especial.

### El papel de la geometría
Entusiastas de la matemática, la geometría y la astronomía, los árabes han aplicado al arte de la jardinería los conocimientos adquiridos por los científicos y filósofos como Avempace o Averroes. Los planos de los jardines se articulan a partir de un conjunto de plazas en rotación (sebka) formando patrones poligonales o estrellados característicos. Se repiten también a menor escala en otros jardines realizados mediante grupos de alicatados o azulejos, y con pavimentos geométricos.

Motivos florales decoran las paredes y el estuco con escritura cúfica, amplía su profusión de hojas entrelazadas. Los textos inscritos mezclan versos del Corán, acerca de la construcción del jardín y poemas:
¡Qué hermoso este jardín, este jardín donde las flores de la tierra compiten con el brillo de las estrellas del cielo.

A este cuenco de alabastro lleno de agua cristalina, ¿qué podemos comparar?

Sólo la luna en todo su esplendor, brillando en medio del éter sin nubes.

## Simbolismo

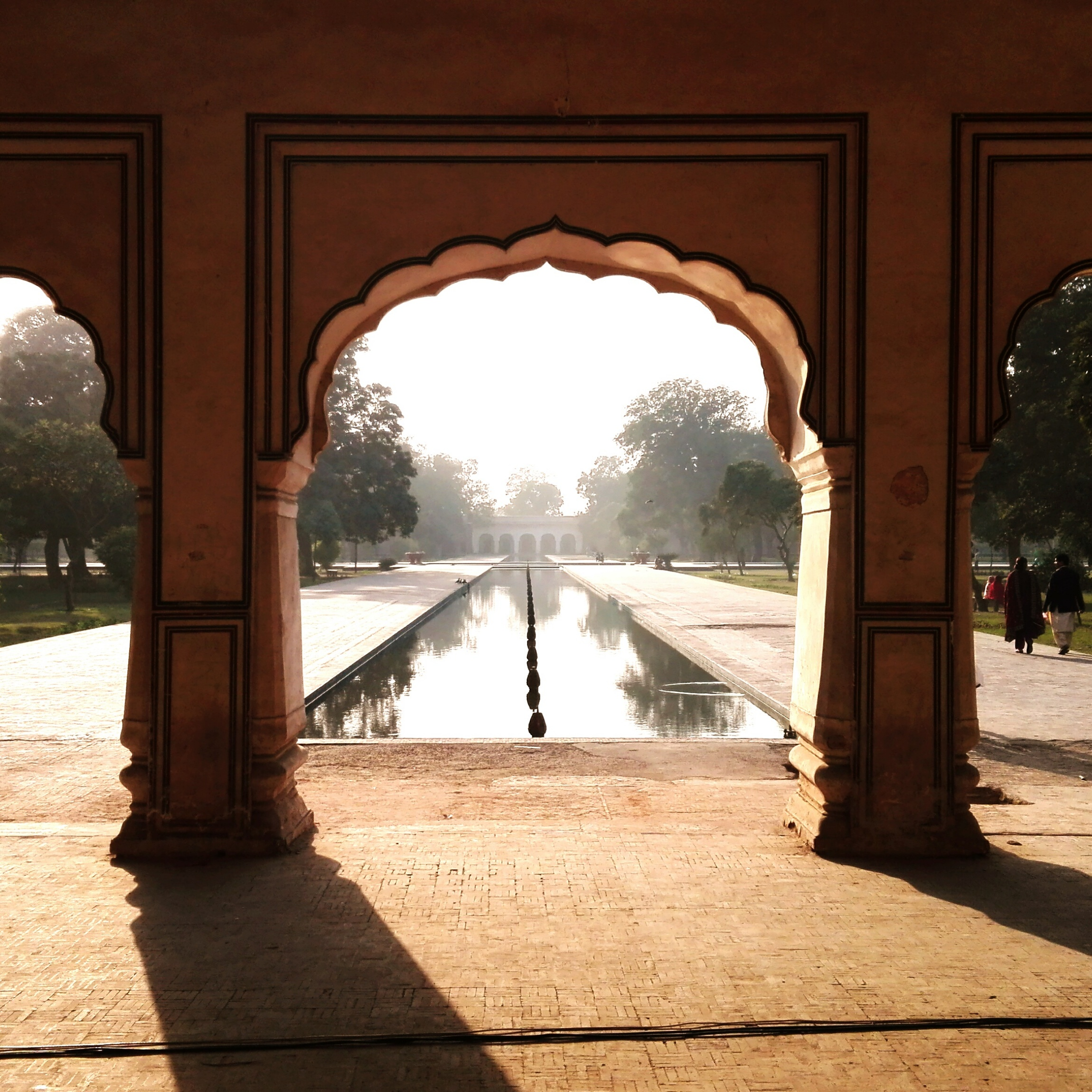
Los jardines de Shalimar (1642) en Lahore, Pakistán.

### Paraíso
La mayoría de jardines islámicos están creados para representar el paraíso, de hecho, los jardines que rodeaban un mausoleo o una tumba intentaban evocar el paraíso del más allá. En estos jardines existían temáticas comunes sobre la vida y la muerte, como flores que florecían y morían, representando la vida humana. Asimismo, también se plantaban árboles frutales en los jardines que rodeaban los mausoleos, ya que junto a los caminos de sombra y el frescor del agua, se creía que el alma de los difuntos los disfrutarían tras su fallecimiento. Las fuentes, a menudo ubicadas en el centro de los jardines, representaban el paraíso y a menudo eran octogonales, una forma que incluía el cuadrado, que representaba la tierra, y el círculo, que representaba el cielo, por lo que este diseño era una analogía con las puertas del paraíso, la transición entre cielo y tierra. El color verde también era muy utilizado como simbolismo religioso, ya que es el color del islam, muy presente en la vegetación.

### Jardines en al-Ándalus y el Magreb

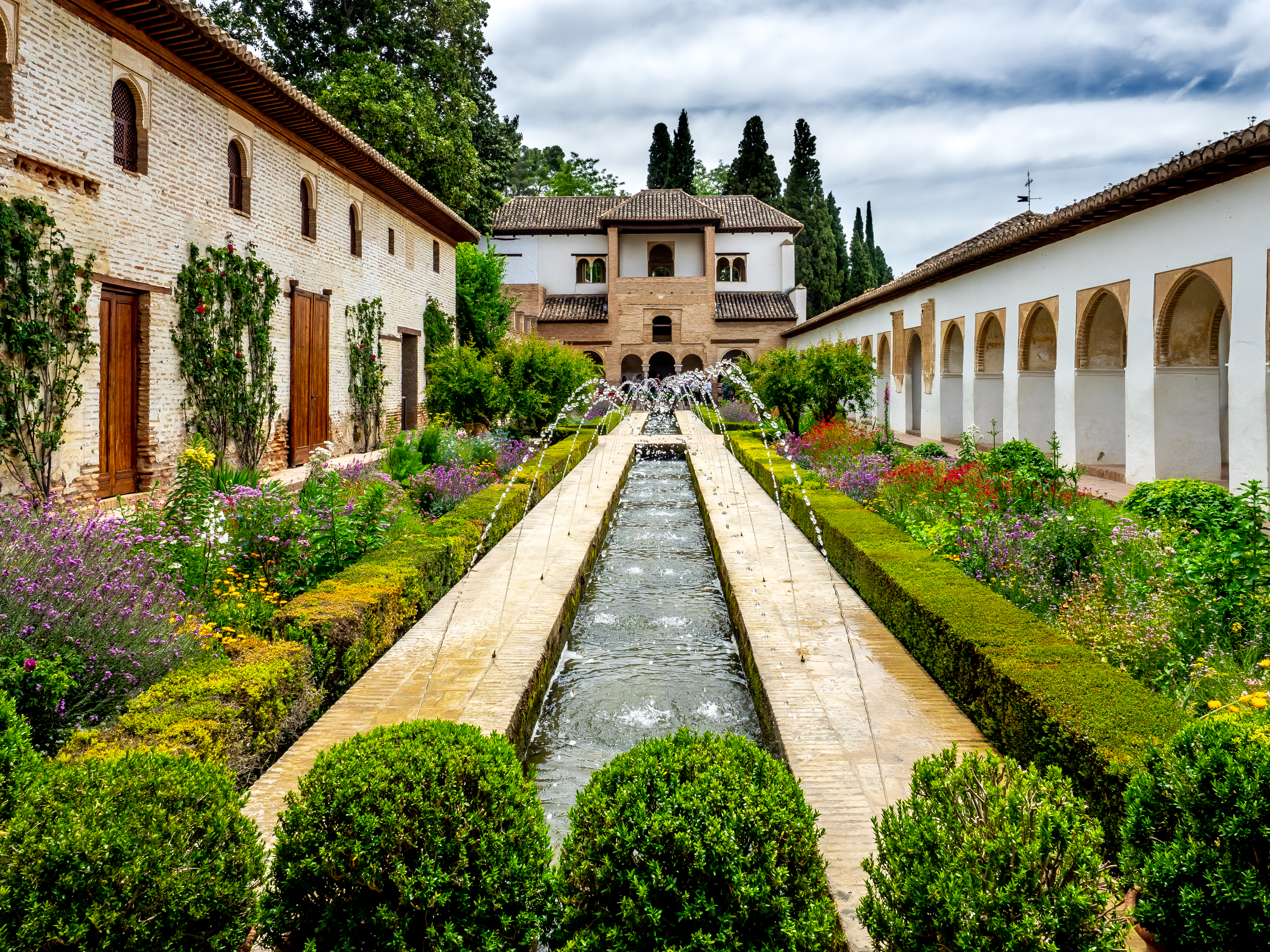
El Generalife de Granada es uno de los mejores ejemplos de jardín andalusí que se conservan actualmente.